# Apamea submarginata
Apamea submarginata är en fjärilsart som beskrevs av John Henry Leech 1900. Apamea submarginata ingår i släktet Apamea och familjen nattflyn. Inga underarter finns listade i Catalogue of Life.